# 리 미분
미분기하학에서 리 미분(Lie微分, 영어: Lie derivative)은 매끄러운 다양체 위에서 아핀 접속 없이 정의될 수 있는, 텐서장의 미분 연산이다. 기호는 {\displaystyle {\mathcal {L}}}. 
함수, 텐서장, 형식은 벡터장와 관련하여 구별될 수 있다. {\displaystyle T}가 텐서장이고 {\displaystyle X}가 벡터장인 경우 {\displaystyle X}에 대한 {\displaystyle T}의 리 미분은 {\displaystyle {\mathcal {L}}_{X}T}과 같이 표시된다. 미분 연산자 {\displaystyle T\mapsto {\mathcal {L}}_{X}T}는 기본 다양체의 텐서장 대수의 미분이다.
리 미분은 축약과 미분 형식에 대한 외미분과 교환한다.
미분 기하학에서 미분을 취하는 많은 개념이 있지만 미분 되는 표현이 함수 또는 스칼라장일 때 모두 같다. 따라서 이 경우 "리"이라는 단어는 삭제되고 단순히 함수의 미분에 대해 말한다.
다른 벡터장 {\displaystyle X}에 대한 벡터장 {\displaystyle Y}의 리 미분은 {\displaystyle X}와 {\displaystyle Y}의 "리괄호"로 알려져 있으며 종종 {\displaystyle {\mathcal {L}}_{X}Y} 대신 {\displaystyle [X,Y]}로 표시된다. 벡터장의 공간은 이 리 괄호와 관련하여 리 대수를 형성한다. 리 미분은 항등식으로 인해 이 리 대수의 무한 차원 리 대수 표현을 구성한다.
{\displaystyle {\mathcal {L}}_{[X,Y]}T={\mathcal {L}}_{X}{\mathcal {L}}_{Y}T-{\mathcal {L}}_{Y}{\mathcal {L}}_{X}T}
이는 모든 벡터장 {\displaystyle X}, {\displaystyle Y}와 모든 텐서장 {\displaystyle T}에 유효하다.
벡터장를 {\displaystyle M}에서 흐름의 무한소 생성원들 (즉, 1차원 미분동형사상 군)으로 고려할 때, 리 미분은 군 표현과 관련된 무한소 표현으로서의 리 대수 표현과 비슷하게 텐서장에서 미분동형사상 군 표현의 미분이다. 리 군론.
스피너 장, 접속이 있는 올다발과 벡터 값 미분 형식에 대한 일반화가 존재한다.

## 도입
벡터장에 대한 텐서장의 미분을 정의하려는 '순진한' 시도는 각 점에서 벡터장에 대한 텐서장의 성분 함수의 방향 도함수를 취하는 것이다. 그러나 이 정의는 좌표 조각의 선택에 따라 달라지기 때문에 바람직하지 않다. 예를 들어 극좌표 또는 구면 좌표로 표현된 순진한 도함수는 데카르트 좌표의 구성 요소의 순진한 도함수와 다르다. 추상적 다양체에서 그러한 정의는 무의미하고 잘못 정의된다. 미분기하학에는 텐서장의 미분에 대한 세 가지 주요한 좌표 독립 개념이 있다: 리 미분, 접속에 의한 미분 그리고 완전 반대칭 공변 텐서, 즉, 미분 형식의 외미분. 리 미분과 달리 접속에 의한 미분은 접벡터에 대한 텐서장의 미분이 해당 접벡터를 벡터장으로 확장하는 방법이 지정되지 않은 경우에도 잘 정의된다는 것이다. 그러나 다양체에서 접속이라는 기하학적 구조를 추가로 선택해야 한다. 이에 반해 리 미분을 취하는 경우에는 다양체에 추가적인 구조가 필요하지 않다. 하지만, 접벡터 하나에 대한 텐서장의 리 미분에 대해 말하는 것이 불가능하다. 왜냐하면, {\displaystyle p}에서 벡터장 {\displaystyle X}에 대한 텐서장의 리 도함수의 값은 {\displaystyle p}의 근방에 있는 {\displaystyle X}의 값에 의존하기 때문이다. 마지막으로, 미분 형식의 외미분은 추가 선택이 필요하지 않으며 잘 정의된 미분 형식(함수 포함)의 미분일 뿐이다.

## 정의
리 미분은 임의의 텐서장 {\displaystyle T\in \Gamma \left((\mathrm {T} M)^{\otimes p}\otimes (\mathrm {T} ^{*}M)^{\otimes q}\right)}을, 임의의 벡터장 방향으로 미분하는 연산이다. 이는 추상적으로 일련의 공리들을 통해 정의될 수 있으며, 또 대신 구체적으로 국소 좌표계를 통해 정의될 수도 있다.

### 공리적 정의
매끄러운 다양체 {\displaystyle M} 위에 매끄러운 벡터장 {\displaystyle X\in \Gamma (\mathrm {T} M)}가 주어졌다고 하자. 그렇다면 {\displaystyle X}방향으로의 리 미분
{\displaystyle {\mathcal {L}}\colon \Gamma (\mathrm {T} M)\otimes _{\mathbb {R} }\Gamma \left((\mathrm {T} M)^{\otimes p}\otimes _{\mathbb {R} }(\mathrm {T} ^{*}M)^{\otimes q}\right)\to \Gamma \left((\mathrm {T} M)^{\otimes p}\otimes _{\mathbb {R} }(\mathrm {T} ^{*}M)^{\otimes q}\right)}
{\displaystyle {\mathcal {L}}\colon X\otimes T\mapsto {\mathcal {L}}_{X}T}
은 임의의 매끄러운 {\displaystyle (p,q)}차 텐서장 {\displaystyle T}에 대하여 작용하여 매끄러운 {\displaystyle (p,q)}차 텐서장 {\displaystyle {\mathcal {L}}_{X}T}를 만드는 선형 변환이며, 다음 공리들을 만족시키는 유일한 연산이다.
- (함수의 리 미분) 함수((0,0)차 텐서) {\displaystyle f\in {\mathcal {C}}^{\infty }(M;\mathbb {R} )}에 대하여, 리 미분은 벡터장의 1차 미분 연산자로의 작용과 같다.
{\displaystyle {\mathcal {L}}_{X}f=Xf}
- (함수 외미분과의 호환) 함수 {\displaystyle f}에 대하여, 리 미분은 외미분과 가환한다.
{\displaystyle {\mathcal {L}}_{X}(\mathrm {d} f)=\mathrm {d} ({\mathcal {L}}_{X}f)}
- (텐서곱과의 호환) 리 미분은 텐서곱에 대하여 곱 규칙을 따른다.
{\displaystyle {\mathcal {L}}_{X}(T_{1}\otimes T_{2})=({\mathcal {L}}_{X}T_{1})\otimes T_{2}+T_{1}\otimes ({\mathcal {L}}_{X}T_{2})}
- (축약과의 호환) 리 미분은 축약에 대하여 곱 규칙을 따른다. 즉, 임의의 벡터장 {\displaystyle Y}와 {\displaystyle (p,q)}차 텐서장 {\displaystyle T}에 대하여 ({\displaystyle q>0}),
{\displaystyle {\mathcal {L}}_{X}(T(Y,-))=({\mathcal {L}}_{X}T)(Y,-)+T({\mathcal {L}}_{X}Y,-)}

### 좌표 표현
아인슈타인 표기법을 사용하자. 국소 좌표계 {\displaystyle x^{\mu }}를 잡았을 때, 벡터 {\displaystyle X=X^{\mu }\partial _{\mu }} 방향의, {\displaystyle (p,q)}차 텐서 {\displaystyle T_{\nu _{1}\nu _{2}\dots \nu _{q}}^{\mu _{1}\mu _{2}\cdots \mu _{p}}}의 리 미분은 다음과 같다.
{\displaystyle {\mathcal {L}}_{X}T_{\nu _{1}\dots \nu _{q}}^{\mu _{1}\cdots \mu _{p}}=X^{\rho }\partial _{\rho }T_{\nu _{1}\dots \nu _{q}}^{\mu _{1}\cdots \mu _{p}}-(\partial _{\rho }X^{\mu _{1}})T_{\nu _{1}\dots \nu _{q}}^{\rho \mu _{2}\cdots \mu _{p}}-\cdots -(\partial _{\rho }X^{\mu _{p}})T_{\nu _{1}\dots \nu _{q}}^{\mu _{1}\cdots \mu _{p-1}\rho }+(\partial _{\nu _{1}}X^{\rho })T_{\rho \nu _{2}\dots \nu _{q}}^{\mu _{1}\cdots \mu _{p}}+\cdots +(\partial _{\nu _{q}}X^{\rho })T_{\nu _{1}\dots \nu _{q-1}\rho }^{\mu _{1}\cdots \mu _{p}}}
또한, 비틀림이 없는 아핀 접속 {\displaystyle \nabla }의 경우, 위의 편미분을 공변 미분으로 치환하여도 상관없다. 리 미분은 아핀 접속에 의존하지 않는다.
{\displaystyle {\mathcal {L}}_{X}T_{\nu _{1}\dots \nu _{q}}^{\mu _{1}\cdots \mu _{p}}=X^{\rho }\nabla _{\rho }T_{\nu _{1}\dots \nu _{q}}^{\mu _{1}\cdots \mu _{p}}-(\nabla _{\rho }X^{\mu _{1}})T_{\nu _{1}\dots \nu _{q}}^{\rho \mu _{2}\cdots \mu _{p}}-\cdots -(\nabla _{\rho }X^{\mu _{p}})T_{\nu _{1}\dots \nu _{q}}^{\mu _{1}\cdots \mu _{p-1}\rho }+(\nabla _{\nu _{1}}X^{\rho })T_{\rho \nu _{2}\dots \nu _{q}}^{\mu _{1}\cdots \mu _{p}}+\cdots +(\nabla _{\nu _{q}}X^{\rho })T_{\nu _{1}\dots \nu _{q-1}\rho }^{\mu _{1}\cdots \mu _{p}}}

### 스피너장의 리 미분
스핀 구조를 갖는 리만 다양체 {\displaystyle (M,g)}가 주어졌다고 하자. 그 위의 스피너 다발 {\displaystyle \mathrm {S} M}은 복소수 {\displaystyle 2^{\lfloor \dim M/2\rfloor }}차원의 벡터 다발이다.
그렇다면, 스피너장 {\displaystyle \psi \in \Gamma (\mathrm {S} M)}의 리 미분은 다음과 같다.
{\displaystyle {\mathcal {L}}_{X}\psi =\nabla _{X}\psi -{\frac {1}{4}}(\mathrm {d} X^{\flat })\cdot \psi }
여기서
- {\displaystyle X^{\flat }=g(X,-)}는 벡터장(=(1,0)차 텐서장) {\displaystyle X}에 대응하는 1차 미분 형식(=(0,1)차 텐서장)이다.
- {\displaystyle \mathrm {d} }는 1차 미분 형식의 외미분이다.
- {\displaystyle \cdot }은 클리퍼드 대수의 곱이다.

국소 좌표계로 표기하면 이는 다음과 같다.
{\displaystyle ({\mathcal {L}}_{X}\psi )^{i}=X^{\mu }\nabla _{\mu }\psi ^{i}-{\frac {1}{16}}\left(\nabla _{\mu }X_{\nu }-\nabla _{\nu }X_{\mu }\right)\left(\gamma ^{\mu i}{}_{j}\gamma ^{\nu j}{}_{k}-\gamma ^{\nu i}{}_{j}\gamma ^{\mu j}{}_{k}\right)\psi ^{k}}
여기서
- {\displaystyle \mu ,\nu \in \{1,\dots ,\dim M\}}는 접다발 {\displaystyle \mathrm {T} M}의 지표이다.
- {\displaystyle i,j,k\in \{1,\dots ,2^{\lfloor \dim M/2\rfloor }\}}는 스피너 다발 {\displaystyle \mathrm {S} M}의 (복소수 성분) 지표이다.
- {\displaystyle \gamma ^{\mu i}{}_{j}}는 디랙 행렬이다.

스피너장의 리 미분은 리만 다양체의 리만 계량에 의존하지 않는다.
만약 {\displaystyle X}가 킬링 벡터장이라면 (즉, {\displaystyle \nabla _{\mu }X_{\nu }=-\nabla _{\nu }X_{\mu }}), 이는 다음과 같이 더 간단해진다.
{\displaystyle ({\mathcal {L}}_{X}\psi )^{i}=X^{\mu }\nabla _{\mu }\psi ^{i}-{\frac {1}{4}}(\nabla _{\mu }X_{\nu })\gamma ^{\mu i}{}_{j}\gamma ^{\nu j}{}_{k}\psi ^{k}}

## 일반화 리 미분
다음 데이터가 주어졌다고 하자.
- 매끄러운 다양체 {\displaystyle B}와 {\displaystyle E} 및 그 접다발 {\displaystyle \pi _{\mathrm {T} B}\colon \mathrm {T} B\twoheadrightarrow B}, {\displaystyle \pi _{\mathrm {T} E}\colon \mathrm {T} E\twoheadrightarrow E}
- 매끄러운 함수 {\displaystyle s\colon B\to E}
- {\displaystyle B} 위의 벡터장 {\displaystyle X\in \Gamma (\mathrm {T} B)}
- {\displaystyle E} 위의 벡터장 {\displaystyle Y\in \Gamma (\mathrm {T} E)}

그렇다면, {\displaystyle s}의, {\displaystyle (X,Y)} 방향의 일반화 리 미분은 다음과 같은 매끄러운 함수이다.:377, §47.4
{\displaystyle {\tilde {\mathcal {L}}}_{X,Y}f\colon B\to \mathrm {T} E}
{\displaystyle {\tilde {\mathcal {L}}}_{X,Y}f=\mathrm {T} f\circ X-Y\circ f}
이는 다음 조건을 만족시킨다.
{\displaystyle {\tilde {\mathcal {L}}}_{tX,tY}s=t{\tilde {\mathcal {L}}}_{X,Y}s\qquad \forall t\in \mathbb {R} }
{\displaystyle \pi _{\mathrm {T} E}\circ {\mathcal {L}}_{X,Y}s=s}
즉, 다음과 같은 가환 그림이 성립한다.
{\displaystyle {\begin{matrix}B&{\xrightarrow {{\tilde {\mathcal {L}}}_{X,Y}s}}&\mathrm {T} E\\&{_{\!\!\!\!s}}\!\!\searrow \!\!{\color {White}\scriptstyle s\!\!\!\!}&{\scriptstyle \color {White}{\pi _{\mathrm {T} E}\!\!\!\!\!\!}}\downarrow \scriptstyle \pi _{\mathrm {T} E}\!\!\!\!\!\!\\&&E\end{matrix}}}
만약 {\displaystyle X}와 {\displaystyle Y}의 흐름이 각각
{\displaystyle \phi _{X}\colon (-\epsilon ,\epsilon )\times B\to B}
{\displaystyle \phi _{X}\colon (t,b)\mapsto \phi _{X,t}(b)}
{\displaystyle \phi _{Y}\colon (-\epsilon ,\epsilon )\times E\to E}
{\displaystyle \phi _{Y}\colon (t,e)\mapsto \phi _{Y,t}(e)}
라면, 다음이 성립한다.:377, §47.4
{\displaystyle {\mathcal {L}}_{X,Y}s=\left.{\frac {\mathrm {d} }{\mathrm {d} t}}(\phi _{Y,-t}\circ s\circ \phi _{X,t})\right|_{t=0}}

### 올다발의 경우
특히, 올다발 {\displaystyle \pi _{E}\colon E\twoheadrightarrow B}가 주어졌으며, {\displaystyle B}와 {\displaystyle E}가 둘 다 매끄러운 다양체이며, {\displaystyle \pi _{E}}는 매끄러운 함수이며, 그 모든 올들이 서로 미분 동형인 매끄러운 다양체라고 하자. 또한, 그 단면 {\displaystyle s\in \Gamma _{B}(E)}이 주어졌다고 하자.
또한, 벡터장 {\displaystyle X\in \Gamma _{B}(\mathrm {T} B)}와 {\displaystyle Y\in \Gamma _{E}(\mathrm {T} E)}가 주어졌다고 하자. 그렇다면, 리 미분
{\displaystyle {\mathcal {L}}_{X,Y}s\colon B\to \mathrm {T} E}
를 정의할 수 있으며, 이는 올다발 {\displaystyle \pi _{E}\circ \pi _{\mathrm {T} E}\colon \mathrm {T} E\to B}의 단면이다.
추가로, 만약 다음이 성립한다고 하자.
{\displaystyle \mathrm {T} \pi _{E}\circ Y=X\circ \pi _{E}}
즉, 다음 가환 그림이 성립한다고 하자.
{\displaystyle {\begin{matrix}E&{\xrightarrow {\pi _{E}}}&B\\{\scriptstyle Y}\downarrow {\scriptstyle \color {White}Y}&&{\scriptstyle \color {White}X}\downarrow \scriptstyle X\\\mathrm {T} E&{\xrightarrow[{\mathrm {T} \pi _{E}}]{}}&\mathrm {T} B\end{matrix}}}
이 조건이 성립하는 벡터장 {\displaystyle Y}를 사영 가능 벡터장(영어: projectable vector field)이라고 한다.:§2 이러한 {\displaystyle Y}가 주어지면 {\displaystyle X}는
{\displaystyle X^{i}|_{\pi (e)}=(\mathrm {T} \pi )_{I}^{i}|_{e,\pi (e)}Y^{I}|_{e}\qquad (e\in E)}
로 재구성할 수 있다. 따라서, 이 경우 {\displaystyle {\mathcal {L}}_{X,Y}}를 {\displaystyle {\mathcal {L}}_{Y}}로 표기할 수 있다.
그렇다면, {\displaystyle {\tilde {\mathcal {L}}}_{Y}s}는 사실 수직 벡터 다발 {\displaystyle \mathrm {V} E\subseteq \mathrm {T} E}에 속함을 보일 수 있다.
{\displaystyle {\tilde {\mathcal {L}}}_{Y}s\colon B\to \mathrm {V} E}

### 벡터 다발의 경우
특히, 위 경우에서 {\displaystyle \pi _{E}\colon E\twoheadrightarrow B}가 벡터 다발이라고 하자. 그렇다면, 그 수직 벡터 다발은
{\displaystyle \mathrm {V} E=E\times _{B}E}
이며, 이 경우
{\displaystyle {\tilde {\mathcal {L}}}_{Y}s=(s,{\mathcal {L}}_{Y}s)}
의 꼴이다. 이 경우, {\displaystyle {\mathcal {L}}_{Y}s\colon B\to E}는 {\displaystyle E}의 단면이며, 이를 {\displaystyle s}의 리 미분이라고 한다.:378, §47.5:Proposition 5.4

## 성질

### 미분 동형 사상과의 관계
리 미분의 개념은 벡터장을 무한소 미분 동형 사상으로 간주하여 유도할 수 있다.
구체적으로, 매끄러운 다양체 위에 리 군 {\displaystyle \mathbb {R} }가 매끄럽게 작용한다고 하자.
{\displaystyle f\colon \mathbb {R} \times M\to M}
{\displaystyle f\colon (t,x)\mapsto f_{t}(x)}
{\displaystyle f_{0}(x)=x\qquad \forall x\in M}
{\displaystyle f_{s+t}(x)=f_{s}(f_{t}(x))\qquad \forall s,t\in \mathbb {R} ,\;x\in M}
그렇다면, 벡터장 {\displaystyle X^{i}\in \Gamma (\mathrm {T} M)}를 다음과 같이 정의할 수 있다.
{\displaystyle f_{t}(x)=x^{i}+tX^{i}(x)+O(t^{2})}
{\displaystyle (\mathrm {D} f)_{j}^{i}=\delta _{j}^{i}+t\partial _{j}X^{i}}
이제, 임의의 벡터장 {\displaystyle T^{i}} 및 매끄러운 함수 {\displaystyle g\colon M\to M}에 대하여 밂
{\displaystyle (g_{*}T)^{i}|_{g(x)}=(\mathrm {D} g|_{x})_{j}^{i}(T^{j}|_{x})}
를 정의할 수 있다. 이 경우, 다음과 같은 극한을 계산할 수 있다.
{\displaystyle \lim _{t\to 0}\left.{\frac {(f_{-t}{}_{*}T)^{i}-T^{i}}{t}}\right|_{x}}
{\displaystyle =\lim _{t\to 0}{\frac {(\delta _{j}^{i}-t\partial _{j}X^{i})|_{x}T^{j}|_{f_{t}(x)}-T^{i}|_{x}}{t}}}
{\displaystyle =\lim _{t\to 0}{\frac {(\delta _{j}^{i}-t\partial _{j}X^{i})|_{x}(T^{j}|_{x}+tX^{k}\partial _{k}T^{j}|_{x})-T^{i}|_{x}}{t}}}
{\displaystyle =\left(X^{k}\partial _{k}T^{i}-(\partial _{j}X^{i})T^{j}\right)|_{x}=-({\mathcal {L}}_{X}T)^{i}|_{x}}
마찬가지로, 임의의 1차 미분 형식 {\displaystyle V_{i}}에 대하여, 당김
{\displaystyle (g^{*}V)_{i}|_{x}=(\mathrm {D} g|_{x})_{i}^{j}(V_{j}|_{g(x)})}
을 정의할 수 있으며, 다음과 같은 극한을 계산할 수 있다.
{\displaystyle \lim _{t\to 0}\left.{\frac {(f_{t}^{*}V)_{i}-V_{i}}{t}}\right|_{x}}
{\displaystyle =\lim _{t\to 0}{\frac {(\delta _{i}^{j}+t\mathrm {D} f)_{i}^{j}|xV_{j}|_{f_{t}(x)}-V_{i}|_{x}}{t}}}
{\displaystyle =\lim _{t\to 0}{\frac {\left(\delta _{i}^{j}+t\partial _{i}X^{j}|_{x}\right)(V_{j}|_{x}+tX^{k}\partial _{k}V_{j})-V_{i}|_{x}}{t}}}
{\displaystyle =(\partial _{i}X^{j})V^{j}+X^{k}\partial _{k}V_{i}=({\mathcal {L}}_{X}V)_{i}}

### 함수의 리 미분
결론적으로, 함수 {\displaystyle f}에 대하여, 리 미분은 그냥 단순한 미분이다. 즉,
{\displaystyle {\mathcal {L}}_{X}f=Xf=X^{\mu }\partial _{\mu }f}
이다. 다양체에서 함수 {\displaystyle f\colon M\to {\mathbb {R} }}의 도함수 개념은 {\displaystyle x+h}가 정의되지 않아서 차이의 몫 {\displaystyle \textstyle (f(x+h)-f(x))/h}이 정의 될 수 없기 때문에 문제가 된다.
점 {\displaystyle p\in M}에서 벡터장 {\displaystyle X}에 대해 함수 {\displaystyle f\colon M\to {\mathbb {R} }}의 리 미분은 다음 함수이다:
{\displaystyle ({\mathcal {L}}_{X}f)(p)={d \over dt}{\biggr |}_{t=0}{\bigl (}f\circ \Phi _{X}^{t}{\bigr )}(p)=\lim _{t\to 0}{\frac {f{\bigl (}\Phi _{X}^{t}(p){\bigr )}-f{\bigl (}p{\bigr )}}{t}}}
여기서 {\displaystyle \Phi _{X}^{t}(p)}는 벡터장 {\displaystyle X}에 의해 정의된 흐름이 {\displaystyle t}에서 점 {\displaystyle p}를 사상하는 점이다. {\displaystyle t=0} 근방에서, {\displaystyle \Phi _{X}^{t}(p)}는 {\displaystyle t}에 독립인 1차 연립 미분 방정식
{\displaystyle {\frac {d}{dt}}{\biggr |}_{t}\Phi _{X}^{t}(p)=X{\bigl (}\Phi _{X}^{t}(p){\bigr )}}
의 유일한 해이다. 여기서, {\displaystyle \Phi _{X}^{0}(p)=p.}
{\displaystyle {\mathcal {L}}_{X}f=\nabla _{X}f}로 놓으면 방향 도함수로 함수의 리 미분을 식별한다

### 벡터의 리 미분
벡터장의 경우, 리 미분은 리 괄호가 된다.
{\displaystyle {\mathcal {L}}_{X}Y=[X,Y]}
이 경우, 야코비 항등식에 따라 리 미분은 리 괄호에 대해 곱 규칙을 따른다.
{\displaystyle {\mathcal {L}}_{X}[Y,Z]=[{\mathcal {L}}_{X}Y,Z]+[Y,{\mathcal {L}}_{X}Z]}

리괄호는 다음과 같이 두 가지 방식으로 정의 된다:- {\displaystyle p}에 있는 {\displaystyle X}와 {\displaystyle Y}의 리 괄호는 공식에 의해 국소 좌표로 주어진다

{\displaystyle {\mathcal {L}}_{X}Y(p)=[X,Y](p)=\partial _{X}Y(p)-\partial _{Y}X(p),}

여기서 {\displaystyle \partial _{X}}와 {\displaystyle \partial _{Y}}는 각각 {\displaystyle X}와 {\displaystyle Y}에 대해 방향도함수를 취하는 연산을 나타낸다. 여기서 우리는 {\displaystyle n}차원 공간에 있는 벡터를 {\displaystyle n}-튜플로 취급함으로써, 그 방향도함수는 단순히 좌표의 방향 도함수로 이루어진 튜플이다. 이 정의에 나타난 최종 표현식 {\displaystyle \partial _{X}Y(p)-\partial _{Y}X(p)}는 국소 좌표의 선택에 의존하지 않지만, 개별 항 {\displaystyle \partial _{X}Y(p)}와 {\displaystyle \partial _{Y}X(p)}는 좌표의 선택에 의존한다.
{\displaystyle [X,Y]:C^{\infty }(M)\rightarrow C^{\infty }(M)}
{\displaystyle [X,Y](f)=X(Y(f))-Y(X(f)}

### 텐서장의 리 미분

#### 흐름 측면에서의 정의
리 미분은 흐름으로 인해 공간이 바뀌면서 텐서장이 바뀌는 비율이다.
공식적으로, 매끄러운 다양체 {\displaystyle M}에 미분 가능한(시간 독립적인) 벡터장 {\displaystyle X}이 주어져 있고  {\displaystyle \Phi _{X}^{t}:M\to M} 가 해당 국소 흐름이라 하자. {\displaystyle \Phi _{X}^{t}}가 각 {\displaystyle t}에 대한 국소 미분동형사상이므로, 이는 텐서장의 당김을 발생시킨다. 공변 텐서의 경우 당김 사상의 다중 선형 확장일 뿐이다.
{\displaystyle \left(\Phi _{X}^{t}\right)_{p}^{*}:T_{\Phi _{X}^{t}(p)}^{*}M\to T_{p}^{*}M,\qquad \left(\Phi _{X}^{t}\right)_{p}^{*}\alpha (X)=\alpha {\bigl (}T_{p}\Phi _{X}^{t}(X){\bigr )},\quad \alpha \in T_{\Phi _{X}^{t}(p)}^{*}M,X\in T_{p}M}
반공변 텐서의 경우 미분 {\displaystyle T_{p}\Phi _{X}^{t}}의 역함수를 확장한다.
{\displaystyle \left(T_{p}\Phi _{X}^{t}\right)^{-1}:T_{\Phi _{X}^{t}(p)}M\to T_{p}M}
모든 {\displaystyle t}에 대해, 결과적으로 {\displaystyle T}들과 같은 종류인 텐서장 {\displaystyle (\Phi _{X}^{t})^{*}T}가 있다.
만약에 {\displaystyle Y}가 {\displaystyle (r,0)} 또는 {\displaystyle (0,s)}-형 텐서장이면, 벡터장 {\displaystyle X}를 따른 {\displaystyle Y}의 리 미분 {\displaystyle {\cal {L}}_{X}Y}은 점 {\displaystyle p\in M}에서 다음과 같이 되도록 정의된다:
{\displaystyle {\cal {L}}_{X}T(p)={\frac {d}{dt}}{\biggl |}_{t=0}\left({\bigl (}\Phi _{X}^{t}{\bigr )}^{*}T\right)_{p}={\frac {d}{dt}}{\biggl |}_{t=0}{\bigl (}\Phi _{X}^{t}{\bigr )}_{p}^{*}T_{\Phi _{X}^{t}(p)}=\lim _{t\to 0}{\frac {{\bigl (}\Phi _{X}^{t}{\bigr )}^{*}T_{\Phi _{X}^{t}(p)}-T_{p}}{t}}.}
결과 텐서장 {\displaystyle {\cal {L}}_{X}T}은 {\displaystyle T}들와 같은 유형이다.
더 일반적으로,  {\displaystyle {d \over dt}{\biggr |}_{t=0}\Phi _{t}=X\circ \Phi _{0}}라는 의미에서  벡터장 {\displaystyle X}를 적분하는 미분동형사상들의 모든 매끄러운 1-매개변수 족 {\displaystyle \Phi _{t}}에 대해{\displaystyle {\mathcal {L}}_{X}T={\bigl (}\Phi _{0}^{-1}{\bigr )}^{*}{d \over dt}{\biggr |}_{t=0}\Phi _{t}^{*}T=-{d \over dt}{\biggr |}_{t=0}{\bigl (}\Phi _{t}^{-1}{\bigr )}^{*}\Phi _{0}^{*}T\,.}

### 미분 형식의 리 미분
{\displaystyle n}차 미분 형식 {\displaystyle \omega }는 {\displaystyle (0,n)}차 텐서로 보고 그 리 미분을 정의할 수 있다. 이 경우, 리 미분은 다음과 같이 주어진다. 이 공식을 카르탕 마법 공식(Cartan魔法公式, 영어: Cartan’s magic formula)이라고 한다.
{\displaystyle {\mathcal {L}}_{X}\omega =X\lrcorner d\omega +d(X\lrcorner \omega )}
여기서 {\displaystyle \lrcorner }는 내부곱(영어: interior product)을 나타낸다.
{\displaystyle (X_{1}\lrcorner \omega )(X_{2},\dots ,X_{n})=\omega (X_{1},X_{2},\dots ,X_{n})}
미분 형식에 대하여, 리 미분은 다음과 같은 항등식들을 만족시킨다.
{\displaystyle {\mathcal {L}}_{X}(\alpha \wedge \beta )={\mathcal {L}}_{X}\alpha \wedge \beta +\alpha \wedge {\mathcal {L}}_{X}\beta }
{\displaystyle [{\mathcal {L}}_{X},{\mathcal {L}}_{Y}]\alpha ={\mathcal {L}}_{[X,Y]}\alpha }
{\displaystyle [{\mathcal {L}}_{X},Y\lrcorner ]\alpha =[X\lrcorner ,{\mathcal {L}}_{Y}]\alpha =[X,Y]\lrcorner \alpha }

### 대칭 (0,2)차 텐서장
대칭 (0,2)차 텐서장 {\displaystyle g_{\mu \nu }} (예를 들어, 리만 계량)의 경우,
{\displaystyle ({\mathcal {L}}_{X}g)_{\mu \nu }=X^{\rho }\partial _{\rho }g_{\mu \nu }+g_{\mu \rho }\partial _{\nu }X^{\rho }+g_{\nu \rho }\partial _{\mu }X^{\rho }}
이다.
특히, 만약 리만 계량 {\displaystyle g}로 유도되는 아핀 접속을 사용할 경우, {\displaystyle \nabla _{\mu }g_{\rho \sigma }=0}이며, 따라서
{\displaystyle ({\mathcal {L}}_{X}g)_{\mu \nu }=\nabla _{\nu }X_{\mu }+\nabla _{\mu }X_{\nu }}
이다. 위 표현이 0이 되게 하는 벡터장 {\displaystyle X}를 {\displaystyle g}의 킬링 벡터장이라고 한다.

## 역사
1931년에 폴란드의 수학자 브와디스와프 실레보진스키가 도입하였다. 다비트 판 단지흐(네덜란드어: David van Danzig, 1900~1959)가 1932년에 소푸스 리의 이름을 따 이 연산을 "리 미분"(독일어: Liesche Ableitung)이라고 명명하였다.:536, §3 판 단치흐는 이 연산을 {\displaystyle {\underset {D}{L}}}로 표기하였다.
이와 독자적으로, 벨기에의 물리학자 레옹 로젠펠드(프랑스어: Léon Rosenfeld, 1904~1974)는 일반 상대성이론을 다루는 동안 이와 유사한 연산을 도입하였다. 로젠펠드는 이를 "국소 변화"(프랑스어: variation locale)이라고 불렀으며, {\displaystyle \delta ^{*}}로 표기하였는데, 이는 오늘날의 {\displaystyle -{\mathcal {L}}_{X}}와 사실상 같다.:§3
1963년에 앙드레 리크네로비츠(프랑스어: André Lichnerowicz)가 스피너장의, 킬링 벡터장 방향의 리 미분을 정의하였고, 이후 1972년에 이베트 코스만슈와르즈바크(프랑스어: Yvette Kosmann-Schwarzbach)가 이를 임의의 벡터장 방향에 대하여 일반화하였다.

## 같이 보기
- 측지선
- 킬링 벡터장